# 옥종초등학교
옥종초등학교는 대한민국 경상남도 하동군 옥종면 청룡리에 있는 공립 초등학교이다.

## 학교 연혁
- 1927년 9월 1일 옥동공립보통학교(4년제) 개교(설립인가 6월 9일)
- 1934년 4월 1일 교명 변경 (옥종공립보통학교)
- 1934년 4월 1일 6년제로 연장
- 1938년 4월 1일 옥종공립심상소학교로 개칭
- 1941년 4월 1일 옥종공립국민학교로 개칭
- 1947년 4월 1일 옥종국민학교로 개칭
- 1992년 2월 28일 가종분교장 편입
- 1993년 2월 28일 위태분교장 편입
- 1994년 2월 28일 두양분교장 편입
- 1994년 3월 1일 위태분교장, 가종분교장 통합
- 1996년 3월 1일 옥종초등학교로 개칭
- 1996년 9월 1일 북평분교장 편입
- 1998년 3월 1일 두양분교장, 북평분교장 통합
- 2015년 3월 1일 제31대 조시연 교장 부임
- 2016년 2월 18일 제83회 졸업(총 5,953)
- 2017년 2월 17일 제84회 졸업식(총 5,971)

## 참고 자료
- 옥종초등학교 - 한국교육학술정보원 학교알리미